# Rapture
Rapture - En español: Rapto- es una canción de la banda estadounidense de new wave Blondie, segundo sencillo del álbum Autoamerican de 1980. La canción fue lanzada individualmente el 12 de enero de 1981 por Chrysalis.
El sencillo fue el cuarto y último sencillo de la banda en llegar al primer lugar en los listados estadounidenses, permaneciendo 2 semanas en ésta posición, y también se convirtió en la primera canción de rap en llegar al primer lugar de Billboard, y la primera de este género con una vocalista femenina.